# 米拉贝勒 (塔恩-加龙省)
米拉贝勒（法語：Mirabel，法語發音：[miʁabɛl]）是法国奥克西塔尼大区塔恩-加龙省的一个市镇，属于蒙托邦区。

## 地理
米拉贝勒（44°8'37"N, 1°25'12"E）面积32.07 平方千米，位于法国奧克西塔尼大區塔恩-加龙省，该省份为法国西南部内陆省份，北起顺时针与洛特省、阿韦龙省、塔恩省、上加龙省、热尔省和洛特-加龙省接壤。
与米拉贝勒接壤的市镇（或旧市镇、城区）包括：阿尔比亚斯、洛诺尔德科斯、莫利耶尔、皮科尔内、雷阿尔维尔、圣樊尚多泰雅克。

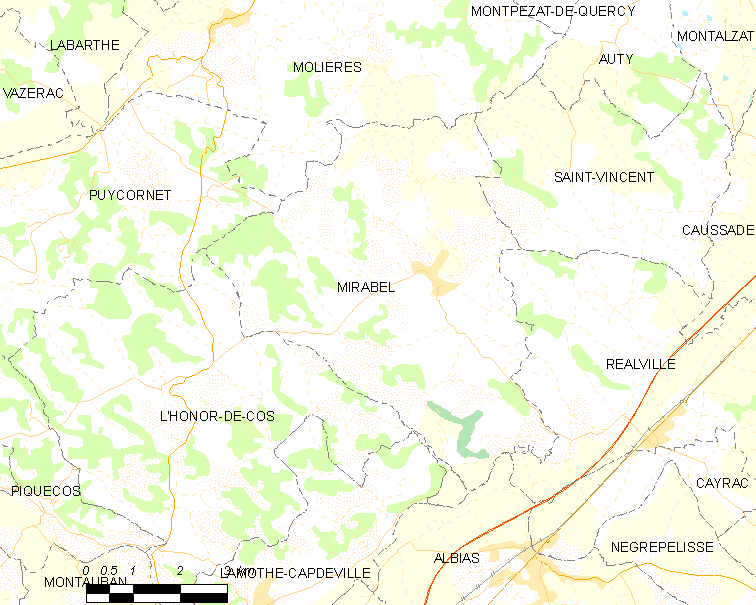
的OSM定位图

米拉贝勒的时区为UTC+01:00、UTC+02:00（夏令时）。

## 行政
米拉贝勒的邮政编码为82440，INSEE市镇编码为82110。

## 政治
米拉贝勒所属的省级选区为凯尔西-阿韦龙县。

## 人口

1962-2008年间人口变化图示

米拉贝勒于2022年1月1日时的人口数量为1042人。